# Иллювиев, Владислав Викторович
Владислав Викторович (Викторинович) Иллювиев (1911—1977) — советский инженер, лауреат Сталинской премии 1949 года.

## Биография
Родился в г. Грязовец Вологодской губернии. Сын учёного-агрохимика Викторина Петровича Иллювиева (1888—1939). Брат Галины Викториновны Иллювиевой (22.03.1914-01.01.1995) — доктора технических наук.
В 1930-е гг. работал в Центральной военно-индустриальной радиолаборатории (ЦВИРЛ) в г. Горький.
В 1942 г. упоминается как главный инженер Завода № 252 НКСП (Серпуховский радиотехнический завод, эвакуирован в г. Сталинск-Кузнецкий (Новокузнецк)).
С мая 1944 по сентябрь 1947 года главный инженер Завода № 287 НКАП, организованного в 5ГУ НКАП в Ленинграде на площадке эвакуированных заводов № 387, № 47 и «Лентекстильмаш» (освоение и производство радиоэлектронных комплексов для самолётов и производству антенных устройств для радиоэлектронных комплексов летательных аппаратов). Участник советского атомного проекта, один из разработчиков высотомера.
С сентября 1947 г. главный инженер 17-го ГУ МАП (Главного управления Министерства авиационной промышленности). С июня 1952 г. начальник технического отдела и член коллегии 3-го ГУ при Совете Министров СССР. С августа 1953 г. заместитель начальника Главспецмаша Министерства среднего машиностроения.
В 1955—1957 гг. член Специального комитета СМ СССР по ракетному и реактивному вооружению.
С 1958 г. начальник отдела Комиссии Президиума СМ СССР по военно-промышленным вопросам.
Лауреат Сталинской премии 1949 года (в составе коллектива) — за разработку конструкций радиоаппаратуры. Награждён орденом Красной Звезды (24.11.1942).
Похоронен на Новодевичьем кладбище.